# Stredný tok Ipľa
Stredný tok Ipľa este o arie protejată (arie specială de conservare — SAC, sit de importanță comunitară — SCI) din Slovacia întinsă pe o suprafață de 111,63 ha, integral pe uscat.

## Localizare
Centrul sitului Stredný tok Ipľa este situat la coordonatele 48°05′47″N 19°21′54″E / 48.096475°N 19.365079°E.

## Înființare
Situl Stredný tok Ipľa a fost declarat sit de importanță comunitară în septembrie 2017 pentru a proteja 8 specii de animale. Situl a fost protejat și ca arie specială de conservare în octombrie 2017.

## Biodiversitate
Situată în ecoregiunea panonică, aria protejată nu include niciun habitat protejat.
La baza desemnării sitului se află mai multe specii protejate:
- nevertebrate (1): Ophiogomphus cecilia
- pești (7): Barbus meridionalis, zvârluga (Cobitis taenia), boarță (Rhodeus sericeus amarus), Romanogobio albipinnatus, porcușor de nisip (Romanogobio kesslerii), dunăriță (Sabanejewia aurata), fusar (Zingel streber)